# Musée de l'Œuvre Notre-Dame
Le musée de l’Œuvre Notre-Dame est un musée de Strasbourg consacré aux arts à Strasbourg et dans les territoires du Rhin supérieur (Alsace, Pays de Bade, Suisse rhénane, Palatinat) depuis le haut Moyen Âge jusqu’au rattachement de Strasbourg à la France, en 1681. Il se situe dans le bâtiment historique de la Fondation de l'Œuvre Notre-Dame, chargée de la construction et de l'entretien de la cathédrale de Strasbourg, situé à côté du Palais Rohan. Le Musée de l’Œuvre Notre-Dame est célèbre pour ses riches collections d’éléments architecturaux et d’œuvres d’art : sculptures, sur bois et pierre, dont les statues originales de la cathédrale, tableaux, retables, tapisseries, dessins d'architecture gothiques, vitraux provenant de la cathédrale et d'églises de la région. Parmi le riche ensemble de peintures, le musée expose notamment des oeuvres de Konrad Witz, Hans Baldung ou Sébastien Stoskopff. Il comporte en outre un jardin gothique reconstitué présentant un aperçu des plantes en usage au Moyen-Âge.

## Le bâtiment

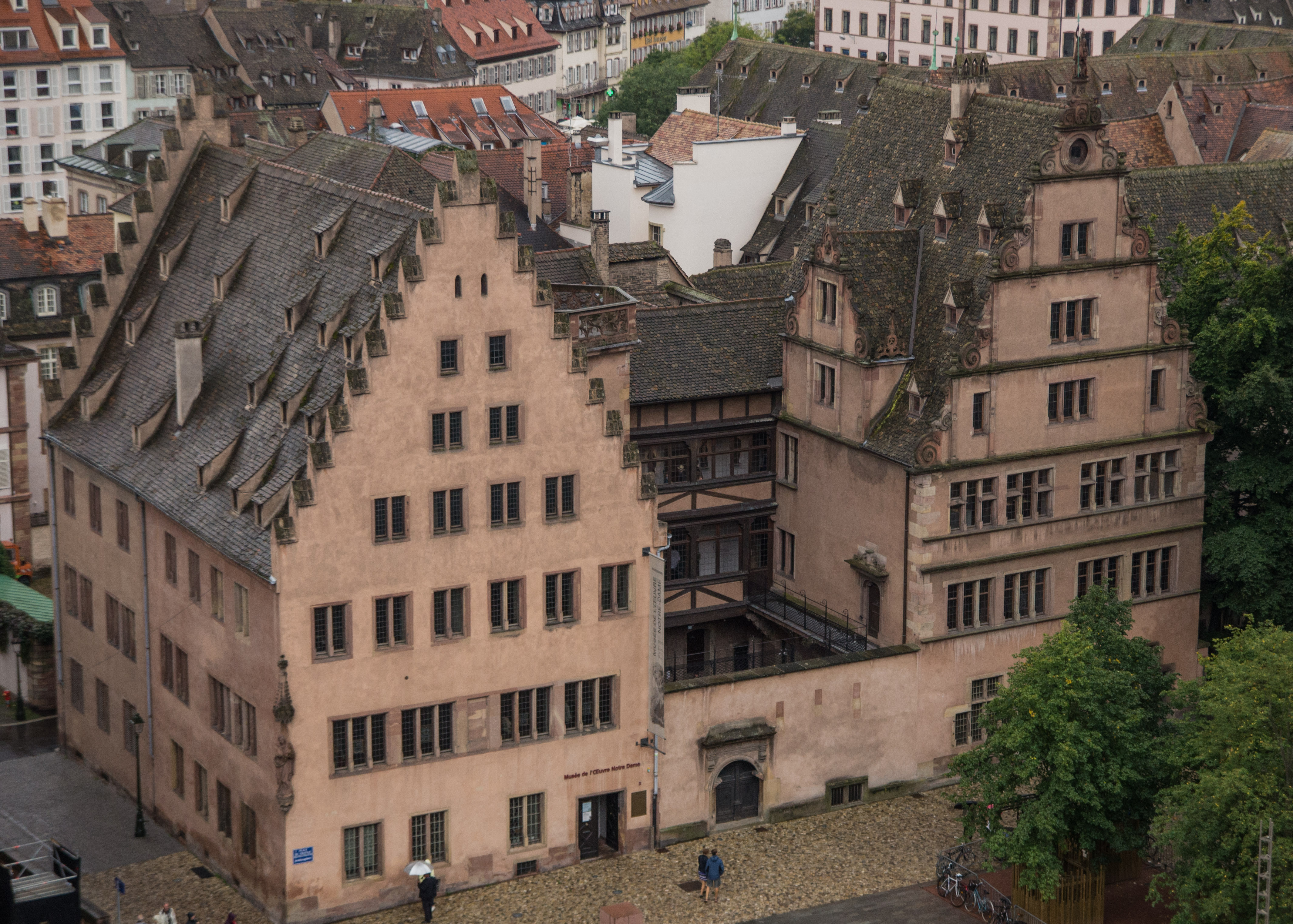
Vue d'ensemble depuis la cathédrale.

Le musée occupe la maison appelée Frauenhaus (Maison de l'Œuvre Notre-Dame), siège historique de la Fondation de l'Œuvre Notre-Dame, fabrique de la cathédrale de Strasbourg, chargée de la construction et, encore aujourd'hui, de la restauration de l'édifice. La maison abrite notamment dès l'origine le bureau et la demeure du receveur, assurant la gestion des revenus de la Fondation, dédiés exclusivement au financement du chantier de l'édifice.
La maison de l'Œuvre est composée de deux ailes symétriques, de volume identique, mais d'époques différentes. L'aile  gothique, à gauche, présentant un pignon à gradins (ou redents), est la plus ancienne, datée de 1347. L'aile de droite s'orne d'un pignon à volutes Renaissance et date quant à elle de 1579, elle est l'œuvre de l'architecte Hans Thoman Uhlberger. De cette époque datent également le remarquable escalier en vis accolé à l'aile gothique et le grand portail d'entrée, dus au même architecte. À l’arrière, deux autres maisons du XIVe et XVIIe siècles ont été adjointes à l’ensemble lors de la première extension du musée en 1939.

## Historique des collections

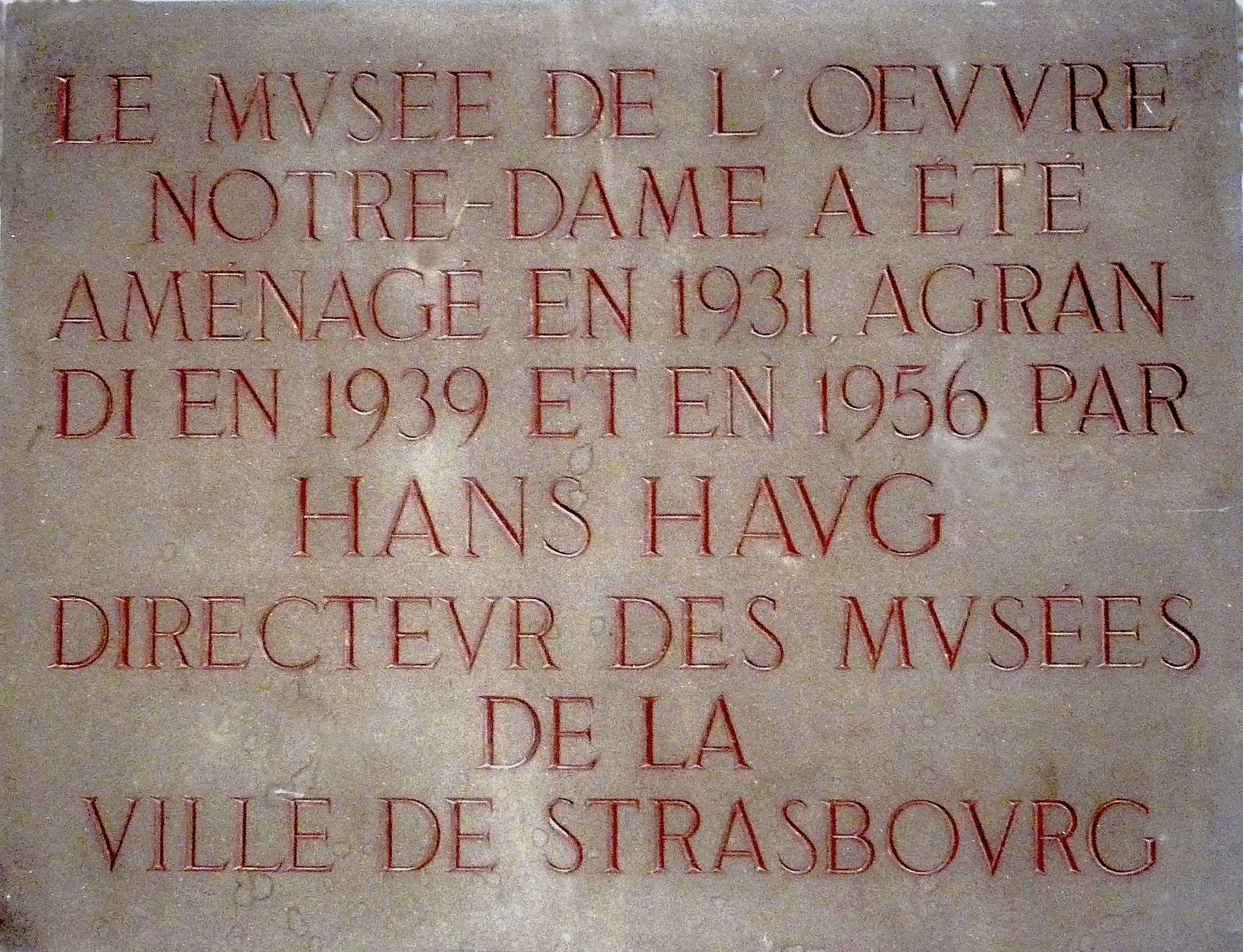
Plaque en hommage à Hans Haug.

Le musée de l’Œuvre Notre-Dame a été créé en 1931 pour fusionner sous un même toit quatre collections d’art médiéval et de la Renaissance du Rhin supérieur : la statuaire déposée de la cathédrale, les collections médiévales de la « Société pour la conservation des monuments historiques d’Alsace », celles du second musée des beaux-arts tel que conçu par Wilhelm von Bode et du « Hohenlohe-Museum ». Après la Seconde Guerre mondiale et une refonte complète, le musée ouvre sous sa forme quasi-définitive en 1956.
La première évocation documentaire de la « Fondation de l’Œuvre Notre-Dame » remonte à l’an 1246. Outre les dessins d'architecture originaux de la cathédrale, conservés dans ses murs depuis l'époque médiévale, on lui doit la sauvegarde de nombreux éléments sculptés déposés de la cathédrale : notamment de fragments du jubé démoli en 1682, lors du retour de la cathédrale au culte catholique, et de sculptures victimes du vandalisme révolutionnaire en 1793. La « Société pour la conservation des monuments historiques d’Alsace », fondée en 1855, s’est quant à elle consacrée à la conservation de fragments architecturaux et d’éléments liturgiques et décoratifs d’autres sanctuaires, (églises, chapelles, abbayes, monastères...) détruits ou abandonnés de la région. Le Musée des beaux-arts de Strasbourg, refondé en 1890 en remplacement du musée précédent, anéanti en 1870, comprenait une section dévolue à la peinture régionale. L’un des premiers tableaux reçus, dans un geste symbolique, par Wilhelm von Bode, provient ainsi de la collection privée de l'empereur Guillaume II : il s’agit du Portrait du chanoine Ambroise Volmar Keller, de Hans Baldung. Le Hohenlohe-Museum, enfin, nouveau musée des arts décoratifs de la ville, présente rapidement des œuvres d’orfèvres, de sculpteurs sur ivoire, de maîtres verriers, de menuisiers et autres artisans d’art alsaciens et rhénans, du IXe au XVIIe siècle.
Le regroupement de ces quatre collections en un musée unique, en 1931, est l'œuvre du successeur de Von Bode, l'historien d'art Hans Haug, qui mûrissait ce projet depuis les années 1920. Pionnier de la muséographie moderne, il souhaitait créer un « musée d'ambiance » sur le modèle du musée de Cluny à Paris, en mettant en scène le Moyen Âge et la Renaissance à travers leurs productions les plus variées, en harmonie avec leur cadre architectural. En 1937 Hans Haug reconstitue un jardinet médiéval entre la salle du jubé et le petit passage qui porte aujourd'hui son nom. Le musée est agrandi en 1939 : de nombreux éléments de décors intérieurs et extérieurs de maisons strasbourgeoises remarquables démolies lors des vastes travaux urbanistiques menés à Strasbourg (Grande percée) sont réinstallés sur le site. C'est ainsi que les galeries en bois sculpté de style auriculaire (1657) qui surplombent aujourd'hui la Cour des Maréchaux proviennent de l'ancien poêle de la corporation des maréchaux, démoli en 1936 dans la Grand-Rue. Le musée est encore restructuré en 1946, à la suite du bombardement d'août 1944 qui avait gravement endommagé le bâtiment. Le parcours complet voulu par Hans Haug est achevé en 1956.

## Collections

### Dessins d’architecture

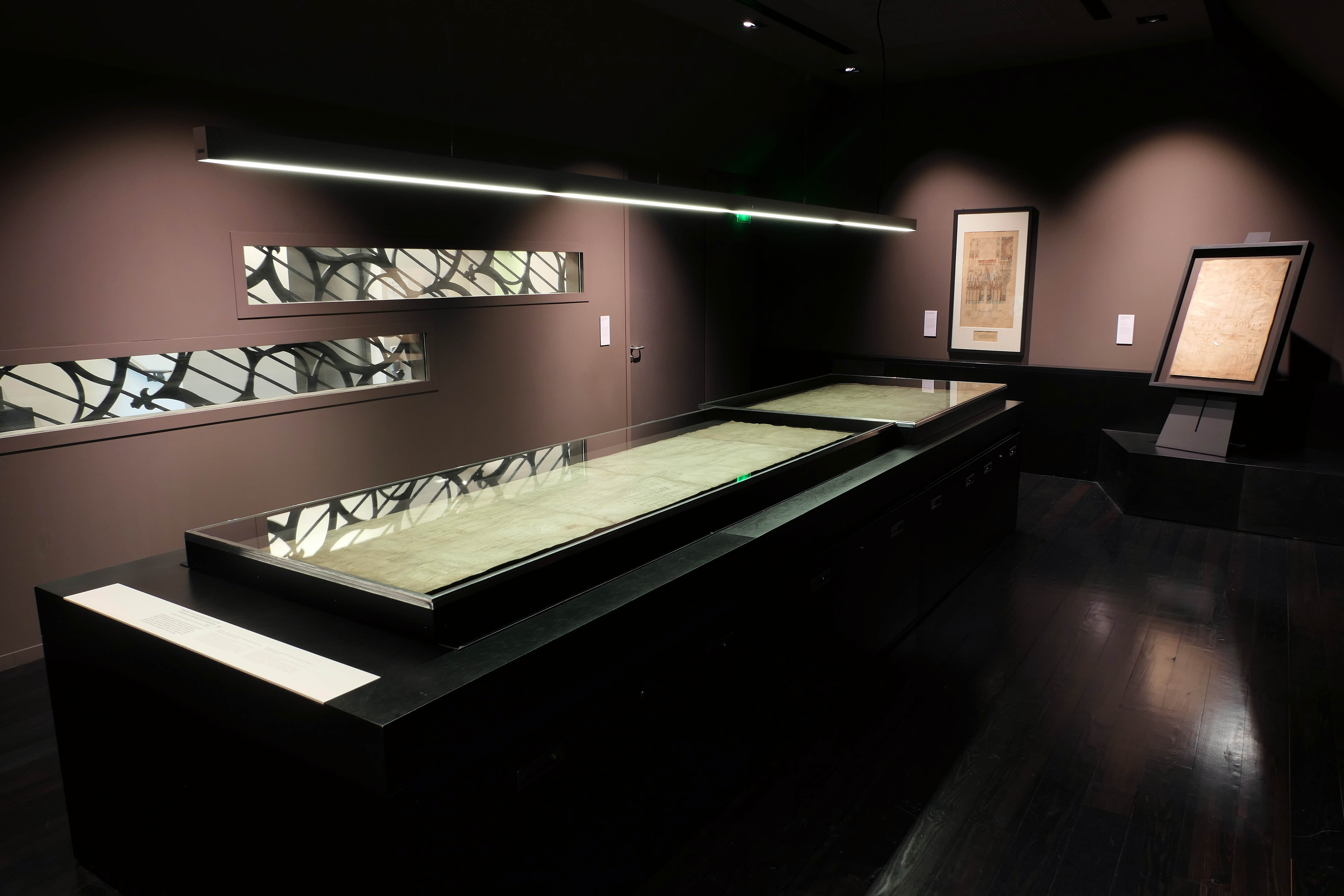
La salle de conservation et d’exposition de la collection des dessins d'architecture médiévaux.

Troisième plus grande collection de ce type en Europe après celles de l’Académie des beaux-arts de Vienne et des archives d’Ulm, la collection de dessins d’architecture contient une trentaine de plans et élévations représentant pour la plupart la cathédrale de Strasbourg, réalisés par les maîtres d’œuvre de celle-ci, tels Erwin de Steinbach, Ulrich d'Ensingen, Jean Hültz, Hans Hammer, ou encore Bernhard Nonnenmacher. Ces œuvres, dépôt de la Fondation de l'Œuvre Notre-Dame, sont de nouveau exposées au public depuis 2015 dans une salle spéciale, au climat et à l'éclairement contrôlés, après près de vingt-cinq ans d’absence. En raison de leur grande fragilité, les accrochages sont limités à quatre dessins simultanément, avec une rotation régulière et une durée d'ouverture maximale de trois heures par semaine. L’ensemble de la collection est toutefois consultable sous forme numérique dans la salle d’interprétation voisine, ouverte en permanence sur le parcours du musée, ainsi que sur le portail des collections des musées de Strasbourg.

### Architecture et sculpture
Alors que la statuaire extérieure de la cathédrale a été largement déposée au début du XXe siècle pour des raisons de conservation et remplacée sur l'édifice par des copies modernes, le musée expose un grand nombre des œuvres originales, comme les statues des portails occidentaux, dont le Tentateur et les Vierges, l'Église et la Synagogue du portail du transept sud ou les Rois mages du bras nord. Certains monuments disparus de la cathédrale ont également été reconstitués partiellement à partir de leurs fragments, comme le jubé ou le saint sépulcre monumental.
En dehors de la cathédrale, le musée expose des œuvres significatives de la sculpture du Moyen Âge tardif dans le Rhin supérieur, notamment plusieurs sculptures sur pierre de Nicolas Gerhaert de Leyde, dont emblématique Buste d'homme accoudé. La sculpture sur bois polychrome n’est pas en reste, avec de nombreuses figures de saints et groupes sculptés des XVe – XVIe siècles, dont plusieurs œuvres attribuées à Nicolas de Haguenau, ou Hans Wydyz (en).

### Peinture

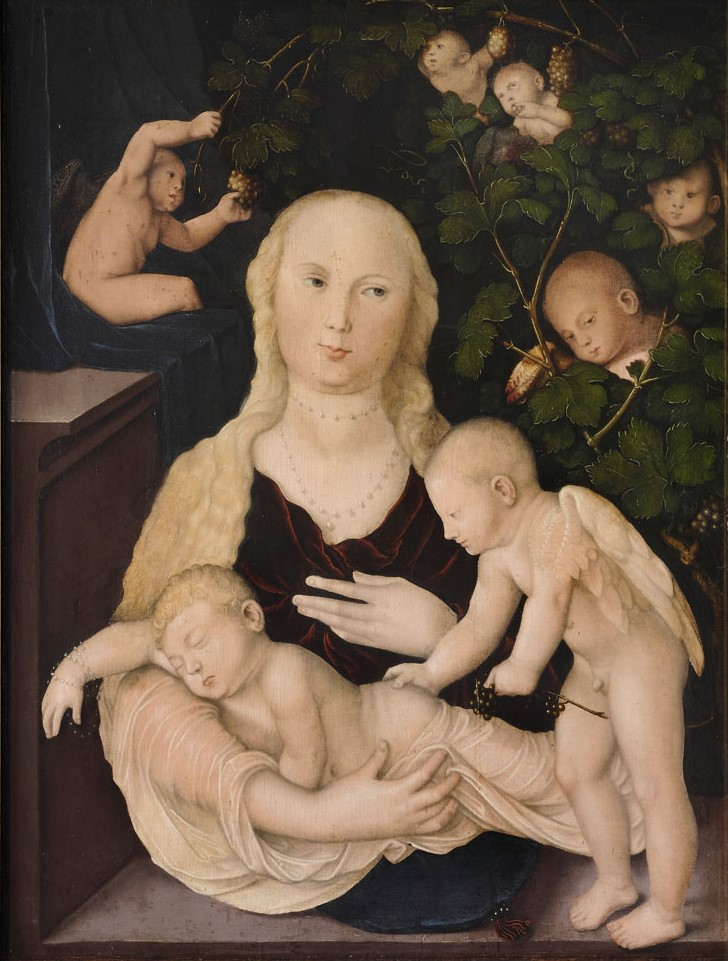
Vierge à la treille, par Hans Baldung vers 1541.

La collection de peinture permet de retracer l’évolution de cet art dans l’espace du Rhin supérieur entre le XVe et le XVIIe siècle. Le gothique international y est représenté par des œuvres telles que les deux panneaux du Doute de saint Joseph et la Nativité de la Vierge, réalisés par « Maître du jardinet de paradis ». Des œuvres de Witz et de peintres de l’entourage de Martin Schongauer montrent l'évolution de la peinture dans la seconde moitié du XVe siècle, avant l’arrivée de la Renaissance, représentée notamment par Hans Baldung Grien. Enfin, le musée expose également un ensemble de tableaux de Sébastien Stoskopff, maître de la nature morte du XVIIe siècle, dont Les Cinq sens, Corbeille de verres et pâté et Grande vanité.

### Vitraux
La collection des vitraux offre un panorama sur la production alsacienne du XIIe siècle à la Renaissance. Le panneau dit du Christ de Wissembourg et l’Empereur en majesté provenant de la cathédrale, tous deux de la seconde moitié du XIIe siècle sont les plus anciens vitraux exposés au musée. Ce dernier, du dernier quart du XIIe siècle, représente Charlemagne vêtu de rouge. Selon Éginhard, son biographe, c'est vêtu de rouge que Charlemagne se présenta à Rome pour son couronnement. Cette couleur marquait la continuité avec l'Empire romain. Plusieurs panneaux ou verrières proviennent d’églises ayant été détruites ou fortement transformées, telle l’ancienne église des Dominicains, détruite en 1870, l’église Saint-Pierre-le-Vieux (transformée à partir de 1867) et l’église Sainte-Madeleine (mutilée par un incendie en 1904 et bombardée en 1944).

### Mobilier
L’intégration de mobilier ancien au parcours muséographique représente un héritage de Hans Haug, pour qui ces œuvres permettaient de donner un cadre intimiste aux autres œuvres. Les pièces de mobilier les plus notables sont une série d’armoires monumentales, chefs-d'œuvre d'ébénisterie du XVIe au XVIIIe siècle, à deux corps imitant les façades des palais Renaissance, ou armoires à sept colonnes soutenant d’imposantes corniches.

### Tapisseries
Les deux tapisseries strasbourgeoises de sainte Odile et sainte Attale, provenant du chœur de l'église Saint-Étienne, rappellent que Strasbourg était au début du XVe siècle avec la ville de Bâle l’un des grands centres de production de tapisseries dans la région du Rhin supérieur.

### Orfèvrerie
La petite collection d’orfèvrerie du musée est un témoignage rare, une grande partie des pièces d’orfèvrerie religieuse ayant été détruites à la Réforme et à la Révolution, tandis que les pièces profanes, qui constituaient aussi une réserve monétaire, ont été fondues lors des crises économiques de l’époque moderne. Strasbourg était cependant un grand centre d’orfèvrerie et comptait au milieu du XVe siècle non moins de douze maîtres orfèvres. Leur production allait de pièces très simples produites en grand nombre, comme les gobelets coniques en argent, à des pièces très complexes comme le hanap en forme de raisin.

Quelques œuvres de la collection
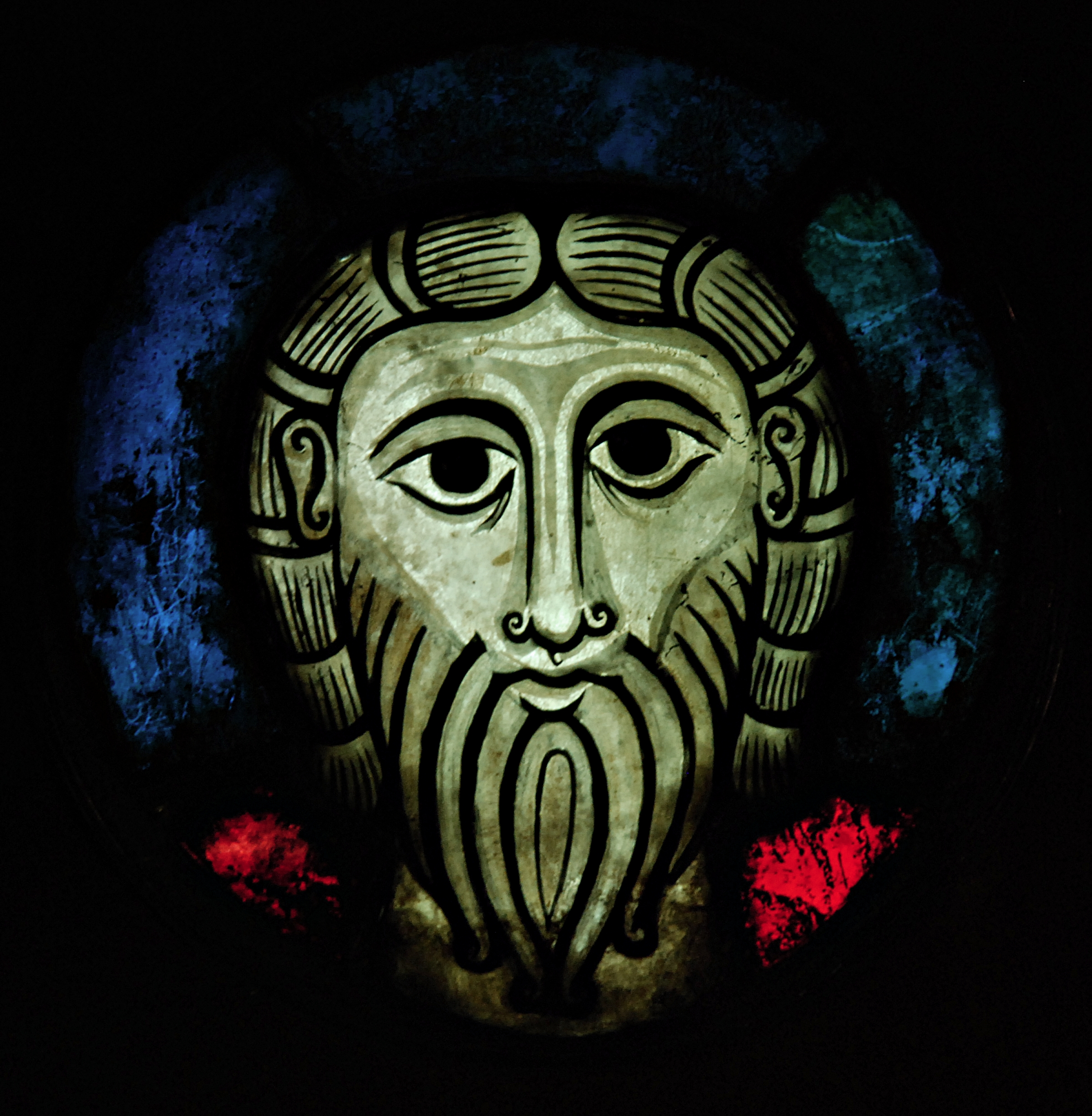
Christ de Wissembourg, vitrail provenant probablement de l'abbatiale de Wissembourg, Bas-Rhin, vers 1060
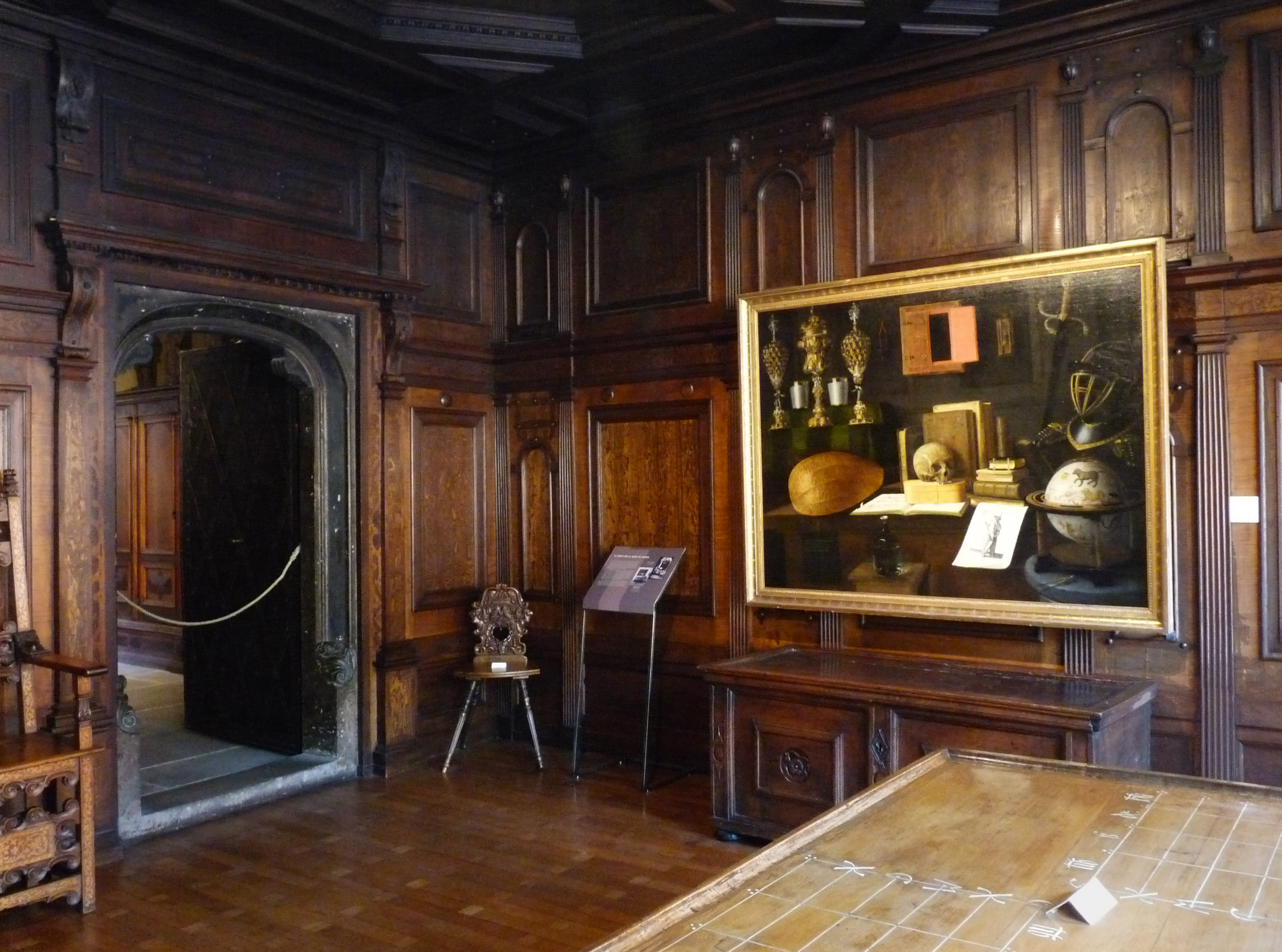
Ancienne salle de réunion des administrateurs de l’Œuvre Notre-Dame. Au premier plan, table à calculer du receveur de l’Œuvre. Boiseries de 1582. Tableau de Sébastien Stoskopff : Grande Vanité (1641)
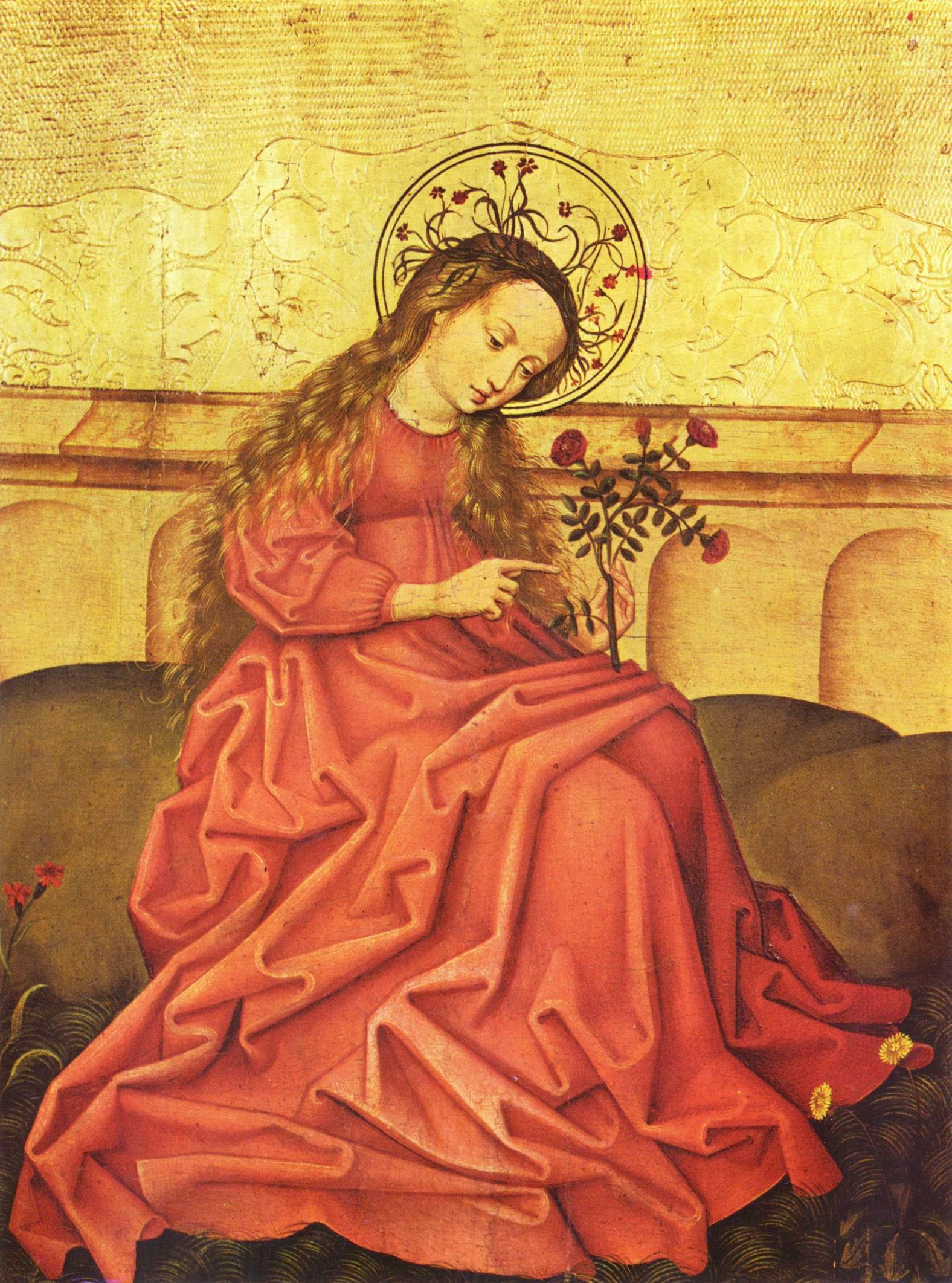
Vierge au jardinet, Maître rhénan anonyme, XVIe siècle.
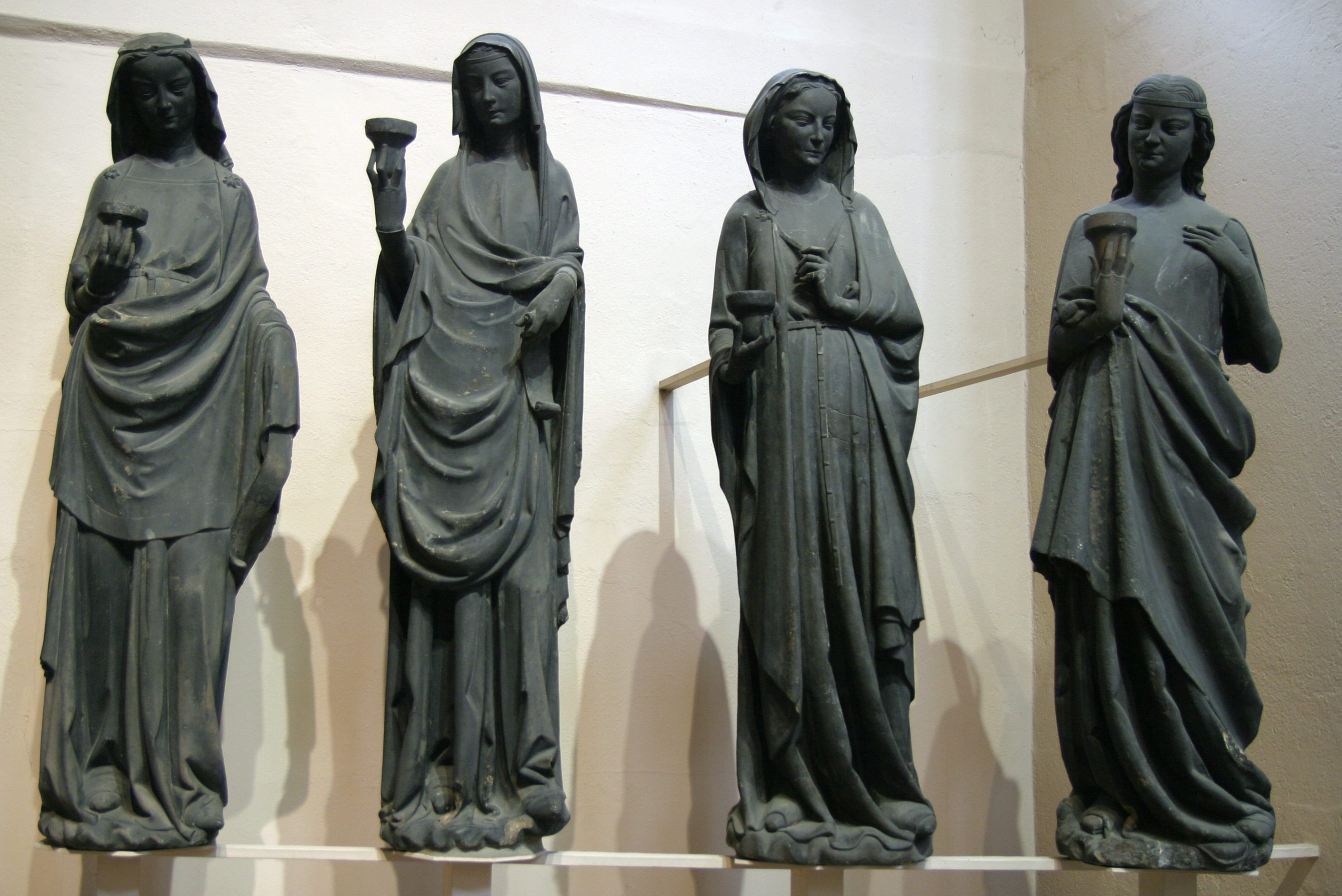
« Vierges sages » provenant d'un portail de la façade de la Cathédrale Notre-Dame de Strasbourg
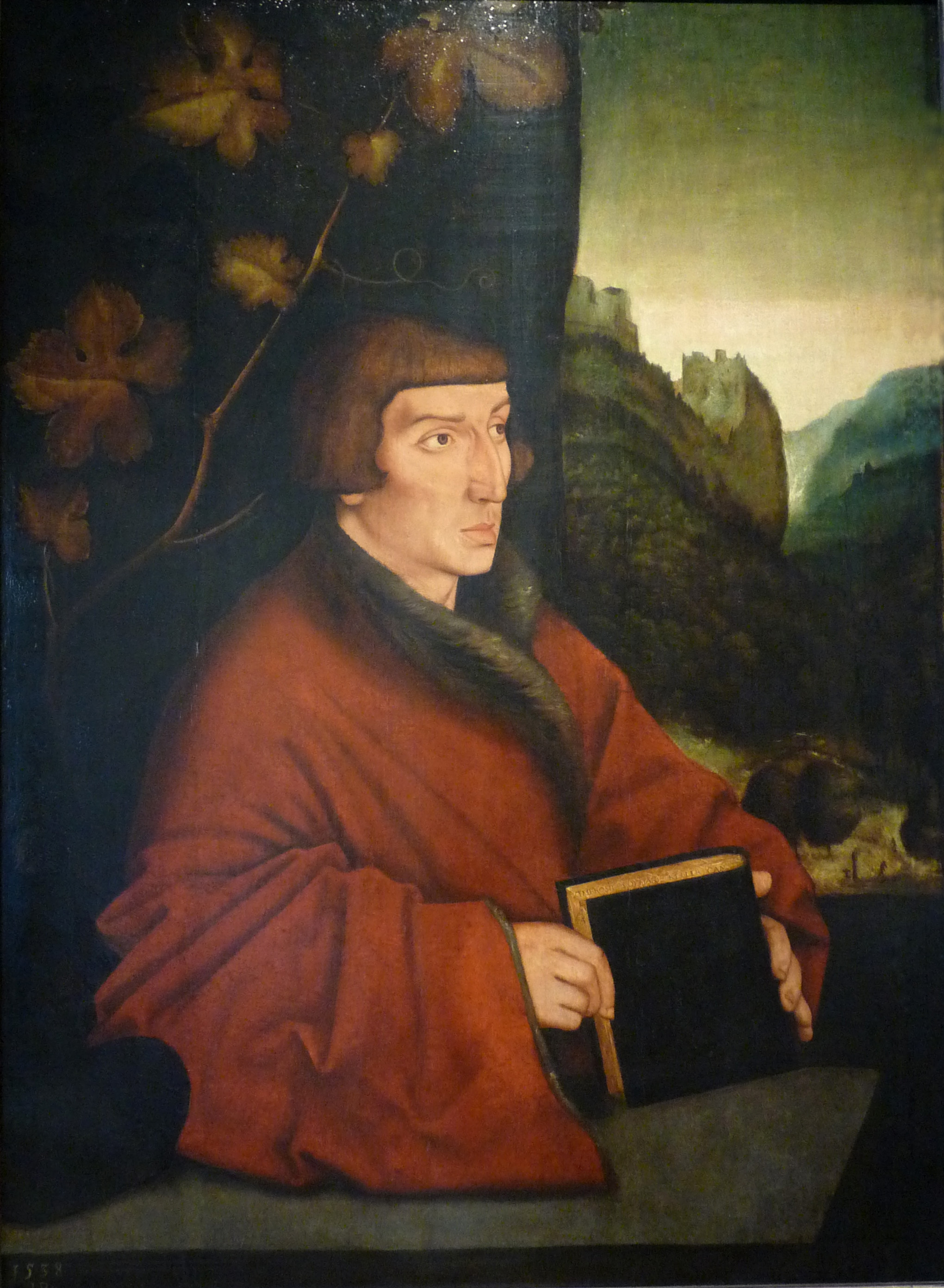
Portrait du chanoine Ambrosius Volmar Keller de Hans Baldung

## Jardin médiéval

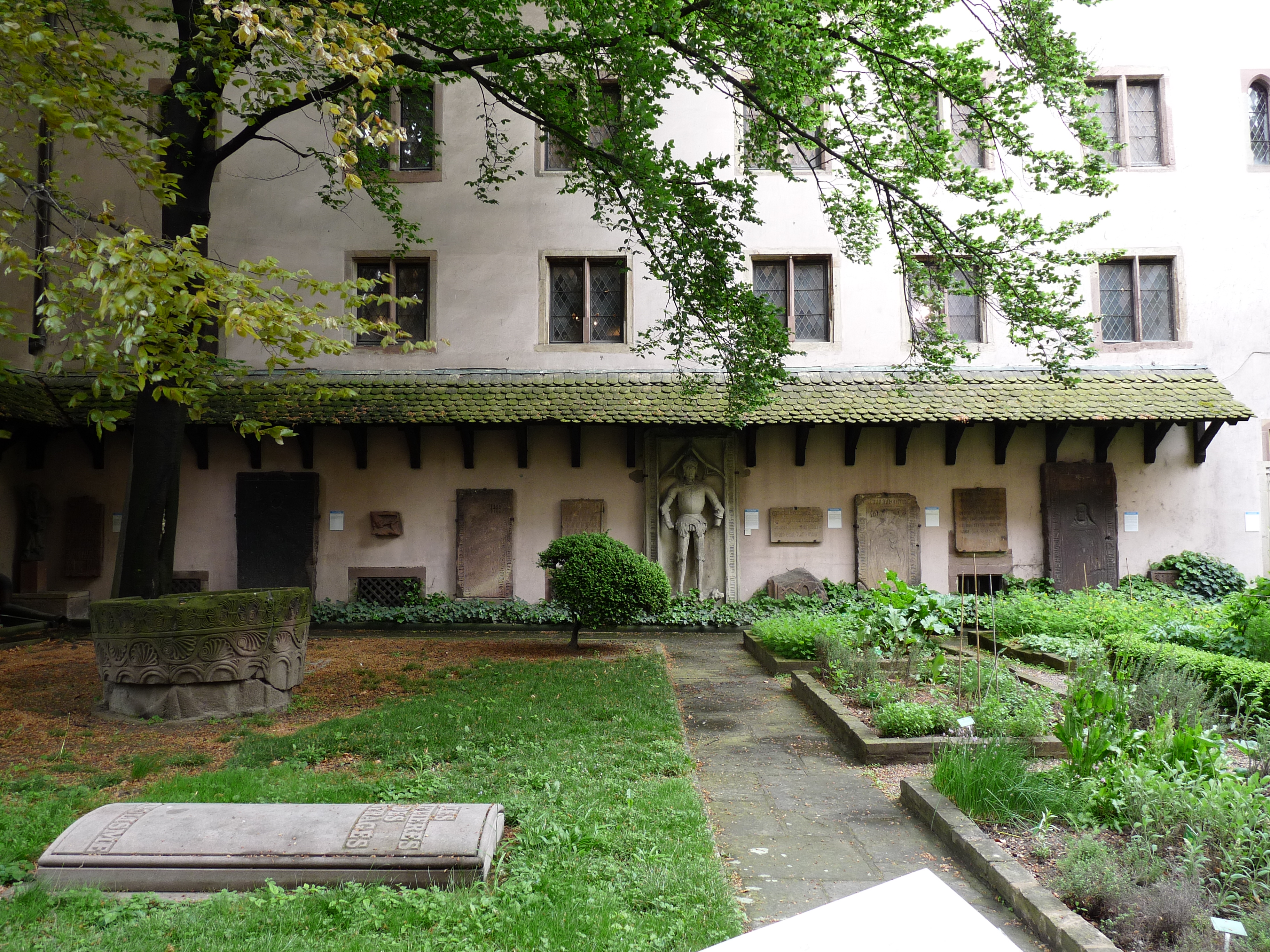
Le jardin médiéval.

Créé en 1937 par Hans Haug, ce petit jardin s'inspire de la tradition des peintres et graveurs du XVe siècle, s'appuyant également sur les préceptes avancés par le théologien Albert le Grand – qui enseigna aussi la philosophie à Strasbourg – dans son traité des plantes De vegetalibus libri septem, historiae naturalis pars XVIII. Toutes déjà présentes à la fin du Moyen Âge, les plantes occupent neuf carrés regroupés en trois plates-bandes : plantes ornementales, médicinales, puis aromatiques et condimentaires.
Une collection de dalles funéraires se dresse sur le côté sud. Placée au centre, celle de Louis V de Lichtenberg (1471) est aussi la plus remarquable. Une cuve baptismale romane sculptée voisine avec une œuvre contemporaine, Les Cimetières des naufragés, une dalle installée en 1988 par l'artiste paysager écossais  Ian Hamilton Finlay.
Bosquets, tilleul, treille et petit ruisseau contribuent à faire de ce lieu le  « jardin des délices» voulu par son créateur.

## Fréquentation
| Année | Entrées gratuites | Entrées payantes | Total  |
| ----- | ----------------- | ---------------- | ------ |
| 2001  | 19 097            | 21 117           | 40 214 |
| 2002  | 18 364            | 15 413           | 33 777 |
| 2003  | 21 448            | 16 369           | 37 817 |
| 2004  | 21 671            | 15 376           | 37 047 |
| 2005  | 22 134            | 11 975           | 34 109 |
| 2006  | 25 212            | 12 272           | 37 484 |
| 2007  | 25 823            | 12 839           | 38 662 |
| 2008  | 33 853            | 25 107           | 58 960 |
| 2009  | 24 018            | 10 353           | 34 371 |
| 2010  | 25 531            | 10 493           | 36 024 |
| 2011  | 23 662            | 9 858            | 33 520 |
| 2012  | 29 383            | 14 570           | 43 953 |
| 2013  | 22 897            | 15 657           | 38 554 |
| 2014  | 28 091            | 10 183           | 38 274 |
| 2015  | 21 318            | 17 310           | 38 628 |
| 2016  | 26 695            | 21 165           | 47 860 |
| 2017  | 28 443            | 19 102           | 47 545 |